# Marty Robbins
Marty Robbins (26 de septiembre de 1925 – 8 de diciembre de 1982) fue un cantante y compositor estadounidense. Uno de los pioneros del estilo outlaw country, Robbins fue uno de los más populares y exitosos cantantes de música country de su país, con una carrera que se prolongó a lo largo de casi cuatro décadas desde finales de los años 1940 hasta principios de los de 1980. 

## Biografía
Su verdadero nombre era Martin David Robinson, y nació en Glendale, Arizona (Estados Unidos). Robbins creció en el seno de una difícil situación familiar, con nueve hermanos que obligaban a su padre a buscar todo tipo de trabajos para poder mantenerlos. Sin embargo, sus padres se divorciaron en 1937, siendo un motivo el alcoholismo paterno. A los 17 años Robbins dejó el hogar para servir en la Armada de los Estados Unidos durante la Segunda Guerra Mundial. Fue destinado a las Islas Salomón, en el Océano Pacífico. Allí, con el fin de pasar el tiempo, aprendió a tocar la guitarra y empezó a escribir canciones, enamorándose de la Música de Hawái.
Tras licenciarse del servicio militar en 1947, Robbins se casó con Marizona "Mari" Baldwin (1930 - 2001) el 27 de septiembre de 1948. La pareja tuvo dos hijos, Ronny y Janet, y permanecieron unidos 34 años hasta la muerte de él. 
A partir de entonces Robbins empezó a tocar en locales de Phoenix, Arizona, presentando después un show propio en la emisora de radio KIHP (AM) y otro en la televisión KPHO de Phoenix. Tras participar Little Jimmy Dickens como artista invitado en uno de los shows de Robbins, Dickens facilitó al artista firmar un contrato para grabar con el sello Columbia Records.
Entre otras actividades, Robbins se hizo conocido por sus participaciones en el evento Grand Ole Opry de Nashville, Tennessee. También, en 1980 actuó en el programa musical televisivo de la PBS Austin City Limits. Además de sus actuaciones y grabaciones, Robbins fue piloto automovilístico, participando en 35 carreras de la Copa NASCAR, finalizando en seis ocasiones entre los 10 primeros, siendo octavo en la carrera 1973 Medal of Honor Firecracker 400. En 1967, Robbins actuó como él mismo en el film sobre carreras Hell on Wheels. Robbins era partidario de los coches Dodge preparados por Cotton Owens, y poseía y corría con un Dodge Charger y en 1978 con un Dodge Magnum. También condujo en 1976, en las 500 Millas de Indianápolis, el Auto de seguridad, un Buick Century. Su última carrera, con un Buick Regal, tuvo lugar en 1982 en la carrera Atlanta Journal 500, un mes antes de su muerte.
Robbins desarrolló una enfermedad cardiovascular que le produjo el 2 de diciembre de 1982 un tercer infarto agudo de miocardio, precisando baipás coronario. No se recuperó de la operación, y falleció seis días después en el St. Thomas Hospital de Nashville, Tennessee. Tenía 57 años de edad.

## Música y reconocimientos
Aunque en 1960 la producción de Robbins era principalmente música country, sus éxitos iniciales como "Singing the Blues", "Knee Deep in the Blues", "The Story of My Life", "She Was Only Seventeen" y "A White Sport Coat", eran generalmente considerados como de género pop. Su tema de 1957 "A White Sport Coat and a Pink Carnation" vendió más de un millón de copias, llegando a ser disco de oro. Entre sus logros musicales figura un Premio Grammy por su canción de 1959 "El Paso", del álbum Gunfighter Ballads and Trail Songs. "El Paso" fue su primer número 1 en las listas de los años 1960. Siguieron temas como "Don't Worry" (número 3 en 1961). "El Paso" dio origen a una precuela y a una secuela: "Feleena (From El Paso)" y "El Paso City". También en 1961, Robbins compuso y grabó "I Told the Brook," una balada grabada posteriormente por Billy Thorpe.
También ganó un Premio Grammy en 1961 al mejor disco country con el álbum Gunfighter Ballads and Trail Songs, y otro Grammy en 1970 por su canción "My Woman, My Woman, My Wife". Robbins fue nombrado artista de la década (1960–1969) por la Academia de Música Country, y elegido para formar parte del Museo y Salón de la Fama del Country en 1982. Además, tuvo tres premios en el certamen Annual Music City News Country Awards de 1983, y obtuvo Premio Grammy al salón de la fama en 1998 por su canción "El Paso".
Cuando Robbins estaba grabando en 1961 el tema "Don't Worry", el guitarrista Grady Martin creó accidentalmente un efecto de Saturación, que el cantante decidió mantener en la versión final del disco. La canción fue número 1 en la lista country, y número 3 en la de pop. Robbins ingresó en 1975 en el Salón de la Fama de Compositores de Nashville, y por su contribución al mundo de la discografía se le concedió una estrella en el Paseo de la Fama de Hollywood, en el 6666 de Hollywood Boulevard. Robbins obtuvo un nuevo reconocimiento al recibir un título honorífico concedido por la Universidad del Norte de Arizona.

## NASCAR
Los éxitos musicales de Robbins le permitieron financiar sus carreras en la NASCAR. Siempre intentó correr en grandes circuitos (Talladega Superspeedway, Daytona International Speedway) todos los años, así como en carreras más pequeñas cuando el tiempo lo permitía. Robbins finalizó 6 carreras entre los diez primeros, siendo su mejor resultado un quinto puesto en 1974 en la Motor State 360 de Michigan.
Los coches de Robbins eran construidos y mantenidos por Cotton Owens. Se pintaban en color magenta y chartreuse, usualmente llevando el número 42 (aunque a veces utilizó el 6, 22, y 777). Pilotó modelos de Plymouths, Dodge y Ford Motor Company antes de adquirir en 1972 un Dodge Charger de Owens. La última carrera de Robbins en la NASCAR tuvo lugar en 1981 con un Buick Regal.

## Discografía[15]
La discografía de Robbins consisten en álbumes de estudio, 13 recopilatorios, y 100 singles. A lo largo de su carrera, Robbins consiguió 17 singles número 1 en la lista de Billboard Hot Country Songs, así como 82 singles en el Top 40.
El álbum de mayor éxito de Robbins fue lanzado en 1959, Gunfighter Ballads and Trail Songs. Fue el sexto de la lista Billboard 200, y fue nombrado disco de platino por la Recording Industry Association of America. 
Su último single en el Top 10 fue "Honkytonk Man", lanzado en el film de 1982 Honkytonk Man, en el cual Robbins tuvo un papel. El artista murió poco después del estreno.